# Liste holzzerstörender Gebäudepilze
Die Liste holzzerstörender Gebäudepilze nennt Pilze, die insbesondere Braunfäule, Weißfäule und Moderfäule im Außen- und Innenbereich von Bauwerken hervorrufen.
Holzzerstörende Pilze sind insbesondere auf eine Feuchtigkeit von mindestens 20 Prozent angewiesen, die durch Undichtigkeiten, Wasserleitungsschäden, nasses Mauerwerk, ungehindert einwirkende Witterung, durch Umbau eingebrachte Baufeuchte, zu nass eingebautes Holz oder mangelnde Belüftung begünstigt wird. Sie können sich unter anderem hinter Wandverkleidungen, unter Fußböden oder in Zwischendecken ausbreiten.
Schäden durch „Schwamm“ werden von Versicherungen nicht abgedeckt.
Als Bläuebefall sind etwa 100 verschiedene Pilzarten bekannt, die Hölzer mit ihren eigentlich braunen Hyphen grauschwarz oder bläulich verfärben, aber die physikalischen Eigenschaften (Festigkeit etc.) nicht beeinflussen.
Das Einatmen der Sporen, insbesondere von Schimmelpilzen an und in Gebäudehölzern, gilt als gesundheitsgefährdend.

## Liste
| Art                                                 | wissenschaftlicher Name                        | Anmerkungen | Befallsbild |
| --------------------------------------------------- | ---------------------------------------------- | --- | ----------- |
| Schmalsporiger Weißer Porenschwamm                  | Antrodia sinuosa                               | |             |
| Breitsporiger Weißer Porenschwamm                   | Antrodia vaillantii                            | [ 8 ] |             |
| Gelber Porenschwamm                                 | Antrodia xantha                                | |             |
| Sternsetenpilz                                      | Asterostroma cervicolor und Asterostroma laxum | |             |
| Brauner Kellerschwamm, Warzenschwamm                | Coniophora puteana                             | Gehört zu den vier häufigsten Pilzarten beim Auftreten in Gebäuden.                                                                |             |
| Marmorierter Kellerschwamm                          | Coniophora marmorata                           | |             |
| Eichen-Wirrling                                     | Daedalea quercina                              | |             |
| Ausgebreiteter Hausporling                          | Donkioporia expansa                            | Gehört zu den vier häufigsten Pilzen im Gebäudebereich.                                                                            |             |
| Echter Zunderschwamm                                | Fomes fomentaris                               | |             |
| Gemeiner Feuerschwamm („Falscher Zunderschwamm“)    | Phellinus igniarius                            | |             |
| Rotrandiger Baumschwamm                             | Fomitopsis pinicola                            | |             |
| Tannen-Blättling                                    | Gloeophyllum abietinum                         | |             |
| Zaun-Blättling                                      | Goeophyllum sepiarium                          | |             |
| Balken-Blättling                                    | Gloeophyllum trabeum                           | |             |
| Schuppiger Sägeblättling                            | Lentinus lepideus                              | |             |
| Sklerotien-Hausschwamm                              | Leucogyrophana mollusca                        | |             |
| Kleine Fältlingshaut                                | Leucogyrophana pulverulenta                    | |             |
| Kiefern-Fältlingshaut                               | Leucogyrophana pinastri                        | |             |
| Rosafarbener Saftporling                            | Rhodonia placenta                              | |             |
| Fleischbecherling                                   | Peziza spp.                                    | |             |
| Austern-Seitling                                    | Pleurotus ostreatus                            | |             |
| Schuppiger Stielporling                             | Polyporus squamosus                            | |             |
| Wilder Hausschwamm                                  | Serpula himantioides                           | |             |
| Echter Hausschwamm                                  | Serpula lacrymans                              | Gilt als der gefährlichste Pilz im Gebäudebereich, auch starke Durchwachsungen von Mauerwerk und anderen mineralischen Baustoffen. |             |
| Zweifarbiger Harz-Rindenpilz                        | Resinicium bicolor                             | |             |
| Muschel-Holzkrempling, Grubenschwamm, Fächerschwamm | Tapinella panuoides                            | |             |